# Lotte Schenk-Danzinger
Lotte Schenk-Danzinger (geborene Charlotte Danziger; * 22. Dezember 1905 in Wien, Österreich-Ungarn; † 2. März 1992 ebenda) war eine österreichische Psychologin und Professorin für Psychologie an der Universität Graz.

## Leben
Charlotte Danziger war die Tochter des Pharmazeuten Leo Erwin Danziger (1878–1937) und seiner Ehefrau Pauline, geborene Köstler (1880–1968). Während ihrer Gymnasialzeit war Charlotte Mitglied der zur Jahreswende 1923/24 wiederbegründeten Wiener „Vereinigung sozialistischer Mittelschüler“, wo sie sicher auch Maria Jahoda kennengelernt hatte. 1925 legte sie die Matura ab. Dann machte sie zunächst die Staatsprüfung in Englisch und absolvierte 1926/27 und 1927/28 den Hochschulmäßigen Lehrerbildungskurs des Pädagogischen Instituts der Stadt Wien. Im Juni 1928 erhielt sie ein Zeugnis, das sie zur provisorischen Lehrerin an Volksschulen, zur weiblichen Handarbeitslehrerin an Volks- und Bürgerschulen sowie zur Kindergärtnerin befähigte. Gleichzeitig studierte sie Psychologie an der Universität Wien, wo sie bald in Kontakt zu Charlotte Bühler und Karl Bühler gelangte. 1930 wurde sie aufgrund der von Karl Bühler betreuten Dissertation „Pflegemutter und Pflegekind“ (1930 als Aufsatz unter dem Titel „Die Beziehung der Pflegemutter zu dem Pflegekind“ publiziert) zur Doktorin der Philosophie promoviert. Im Zuge ihrer Dissertation arbeitete Lotte Danziger – ähnlich wie Hildegard Hetzer – auch bei der Kinderübernahmestelle der Stadt Wien. Die Variante Lotte ihres Vornamens wählte sie ab 1932, um sich von Charlotte Bühler zu unterscheiden. Ebenso änderte sie ihren Familiennamen von Danziger in Danzinger um.
1927 bis 1935 wurde Lotte Danzinger eine aus den Mitteln der „Rockefeller Foundation“ bezahlte Assistentin; nach dem Weggang von Hildegard Hetzer im Jahr 1931 wurde sie Assistentin von Charlotte Bühler. Sie war vor allem mit der praktischen Ausbildung der Studierenden in Beobachtungstechnik und diagnostischen Methoden betraut.
Zwischen November 1931 und Januar 1932 leistete sie den Großteil der Feldforschung in der Marienthal-Studie, wo sie sechs Wochen verbrachte. Dabei leitete sie in Zusammenarbeit mit dem Gemeindeamt der freien Gemeinde Gramatneusiedl die von dem Arzt Paul Stein initiierte und organisierte Winterhilfe-Aktion, um mit der Bevölkerung Marienthals besser in Kontakt zu kommen. Durch die Winterhilfe-Aktion baute Lotte Danzinger Vertrauen zur Bevölkerung in Marienthal auf; die Reaktionen der Empfängerfamilien wurden als Teil der Studie genau protokolliert. In dem Arbeitsteam sind aber offenbar Spannungen persönlicher und politischer Art aufgetreten, sodass Danzinger in der Publikation nicht als Co-Autorin berücksichtigt wurde. Sie stand dem Projekt jedoch noch bis zum Spätsommer 1932 als Auskunftsperson zur Verfügung.
Zwischen 1935 und 1937 wirkte Lotte Danzinger in London als Co-Direktorin des von Charlotte Bühler gegründeten Parents’ Association Institute. Nach Österreich zurückgekehrt, heiratete sie 1937 den Ingenieur Johann Schenk (1902–1995). Aus dieser Ehe stammen die Tochter Margarete Schenk, verheiratete Haupt-Stummer (geb. 1938), Diplomkauffrau und Hausfrau, und der Sohn Johannes Schenk (geb. 1943), selbstständiger Ingenieur. Schenk-Danzinger war zwischen 1937 und 1946 Hausfrau und widmete sich der Erziehung ihrer Kinder.
1946 nahm sie ihre Berufstätigkeit wieder auf und arbeitete im Auftrag des Pädagogischen Instituts der Stadt Wien bis 1948 an der Standardisierung der Entwicklungstests für das Schulalter. 1948 übernahm sie die Leitung der neu gegründeten Schulpsychologischen Beratungsstelle der Stadt Wien – die erste derartige Einrichtung in Österreich –, sie führte deren Aufbau durch und blieb bis 1967 hauptberuflich im Schulpsychologischen Dienst tätig. Daneben war sie 1948 bis 1950 als Lehrerin tätig, um 1950 die Lehramtsprüfung für Volksschulen und 1953 jene für Pädagogik an Allgemeinbildenden höheren Schulen ablegen zu können.
Lotte Schenk-Danzinger nahm an der Universität Innsbruck einen Lehrauftrag für Entwicklungspsychologie und Pädagogische Psychologie an. 1963 wurde sie an der Philosophischen Fakultät der Universität Innsbruck mit ihrer Arbeit „Studien zur Entwicklungspsychologie und zur Praxis der Schul- und Beratungspsychologie“ habilitiert und wirkte hier bis 1970 als Lehrbeauftragte in den Fächern Entwicklungspsychologie und Pädagogische Psychologie. 1967 bis 1972 arbeitete sie hauptamtlich als Professorin für Entwicklungspsychologie, Pädagogische Psychologie und Soziologie an der Pädagogischen Akademie des Bundes in Wien. 1969 wurde Schenk-Danzinger an die Universität Graz umhabilitiert, wo sie als Universitätsdozentin – seit 1976 mit dem Titel einer außerordentlichen Universitätsprofessorin (tit. a.o. Univ.-Prof.) – für Entwicklungspsychologie und Pädagogische Psychologie am Institut für Erziehungswissenschaften bis 1981 lehrte.

## Werk
Schenk-Danzinger hatte einen großen Anteil an der epochemachenden Studie über die „Arbeitslosen von Marienthal“. Sie führte Interviews durch und hat selber auch viele Ideen eingebracht. In dem Arbeitsteam ist es offensichtlich zu großen Spannungen gekommen, denn Schenk-Danzinger war zu den Beteiligten und auch zu deren sozialdemokratischem Einfluss sehr distanziert gewesen. Obwohl sie den größten Teil der Feldforschung geleistet hat, ist sie nicht (!) als Autorin der Studie berücksichtigt worden.
Die „Entwicklungspsychologie“ von Lotte Schenk-Danzinger, hervorgegangen aus ihren Vorlesungen an der Universität Innsbruck, war für viele Jahre das unverzichtbare Standardwerk für Pädagogen und Psychologen. In diesem Werk sind zahlreiche Ergebnisse der Forschungen um Charlotte Bühler enthalten. Von dem Buch sind hunderttausende Exemplare verkauft wurden und sie hat damit großen Einfluss auf viele Lehrer- und Psychologengenerationen ausgeübt. 2007 wurde das Buch in ergänzter Form nochmals von Karl Rieder herausgegeben.
Ein wesentlicher Arbeitsbereich von Lotte Schenk-Danzinger war die Legasthenieforschung, dies ist z. B. in dem „Handbuch zur Legasthenie im Kindesalter“ und weiteren Publikationen zum Ausdruck gekommen. Für dieses Thema engagierte sie sich aus Selbstbetroffenheit. Der im Anhang dieses Werkes aufgeführte Stammbaum, mit dem die Heredität von Linkshändigkeit als Ursache von Legasthenie illustriert wird, betrifft sie selbst und ihre Familie. Diese Hypothese gilt heute allerdings als obsolet.
Lotte Schenk-Danzinger gilt durch ihre praktische und theoretischen Arbeiten (z. B. durch die Weiterführung der Konstruktion von Entwicklungstests in der Tradition von Charlotte Bühler) auch als Pionierin der Schulpsychologie in Österreich.

## Ehrungen
Lotte Schenk-Danzinger war Gründungsmitglied des Österreichischen Bundesverbandes Legasthenie.
Der Bundesverband Legasthenie hat 1995 eine „Lotte-Schenk-Danzinger-Medaille“ gestiftet, um die Legasthenieforschung zu fördern.
Im Jahr 2011 wurde in Wien-Donaustadt (22. Bezirk) die Schenk-Danzinger-Gasse nach ihr benannt.

## Ausgewählte Schriften
- Charlotte Danziger: Pflegemutter und Pflegekind. Philosophische Dissertation, Universität Wien, 1929. (Maschinschrift)
- Lotte Danziger, Hildegard Hetzer, Helene Löw-Beer: Pflegemutter und Pflegekind. Leipzig: Hirzel (= Psychologie der Fürsorge), 1930.
- Lotte Danzinger: Der Schulreifetest mit einer Untersuchung über die Ursachen des Versagens im ersten Schuljahr. Jugend und Volk Wien, 1933. (= Wiener Arbeiten zur pädagogischen Psychologie).
- Lotte Schenk-Danzinger: Entwicklungstests für das Schulalter. Band 1: Altersstufe 5–11 Jahre. Jugend und Volk, Wien 1953. (= Pädagogisch-psychologische Arbeiten).
- Lotte Schenk-Danzinger: Die seelischen Grundbedürfnisse des Kindes. Jugend und Volk, Wien 1959. (= Kleine Reihe für Erzieher).
- Lotte Schenk-Danzinger: Studien zur Entwicklungspsychologie und zur Praxis der Schul- und Beratungspsychologie. Reinhardt, München/Basel 1963. (Habilitationsschrift).
- Lotte Schenk-Danzinger: Handbuch der Legasthenie im Kindesalter. Beltz, Weinheim 1968. (= Theorie und Praxis der Schulpsychologie).
- Lotte Schenk-Danzinger: Entwicklungspsychologie. Österreichischer Bundesverlag für Unterricht, Wissenschaft und Kunst, Wien 1969. (= Schriften zur Lehrerbildung und Lehrerfortbildung).
- Lotte Schenk-Danzinger: Pädagogische Psychologie. Österreichischer Bundesverlag für Unterricht, Wissenschaft und Kunst, Wien 1972. (= Schriften zur Lehrerbildung und Lehrerfortbildung).
- Lotte Schenk-Danzinger: Legasthenie und Linkshändigkeit. Jugend und Volk; Österreichischer Bundesverlag, Wien 1974. (= Materialien zur Pädagogik).
- Lotte Schenk-Danzinger: Entwicklung, Sozialisation, Erziehung 2 Bände. Österreichischer Bundesverlag, Wien 1984–1988.
- Lotte Schenk-Danzinger: Entwicklungspsychologie. Neubearb. v. Karl Rieder. ÖBV & HPT, Wien 2007, ISBN 978-3-7074-0602-3.